# Hipocapnia
A hipocapnia ou hipocapnéia também conhecida como hipocarbia, às vezes incorretamente chamada de acapnia, é o estado do dióxido de carbono reduzido no sangue.
Hipocapnia habitualmente resulta de respiração profunda ou rápida, conhecida como hiperventilação.
A hipocapnia é o oposto da hipercapnia.

## Efeitos
Mesmo quando severa, a hipocapnia é normalmente bem tolerada. Entretanto, a hipocapnia causa vasoconstrição cerebral, conduzindo à hipóxia cerebral e esta pode causar tontura transiente, perturbações visuais e ansiedade. Uma pressão parcial baixa de dióxido de carbono no sangue também causa alcalose (porque o CO2 é ácido em solução), levando a uma baixa nos íons de cálcio no plasma e a excitabilidade de nervos e músculos. Isto explica outros sintomas comuns da hiperventilação — alfinetes e agulhas, cãibras musculares e tetania nas extremidades, especialmente mãos e pés.
Porque o tronco cerebral regula a respiração pela monitoração do nível de CO2 no sangue, a hipocapnia pode suprimir a respiração ao ponto do obscurecimento da hipóxia cerebral.

## Causas
A hipocapnia é às vezes induzida no tratamento de emergências médicas tais como hipertensão intracraniana e hipercaliémia.
A hipocapnia auto-induzida através da hiperventilação é a base para o mortal jogo do desmaio no pátio da escola. A hiperventilação deliberada tem sido usada por mergulhadores que prendem a respiração na hipótese falsa de que isso estenderá o tempo de mergulho, mas com o risco do obscurecimento de águas rasas, que é uma causa importante de afogamento.
Também pode ser causada pela hiperventilação. Quanto há aumento da eliminação de CO2.